# کومودو علیه کبرا
کومودو علیه کبرا (به انگلیسی: Komodo vs. Cobra) فیلمی تلویزیونی محصول سال ۲۰۰۵ و به کارگردانی جیم وینورسکی است. یک سال پیشتر، فیلم دیگری از همین کارگردان با مضمون اژدهای کومودو منتشر شده بود که نفرین کومودو نام داشت. هر دو فیلم دارای عناصر مشترکی هستند (ناجور از آب درآمدن آزمایش‌ها، تیم دختر و پسر، تلاش دولت برای نابود کردن کارها، رفتار کومودوها، پایان و غیره).